# يوسف السباعي
يوسف محمد عبد الوهاب السباعي (17 يونيو 1917 - 18 فبراير 1978)، أديب وعسكري ووزير مصري سابق، تولّى السباعي العديد من المناصب والتي تدرج بها حتى وصل لأعلاها ونذكر من هذه المناصب: عمل مدرساً في الكلية الحربية، وفي عام 1952م عمل مديراً للمتحف الحربي، وتدرج في المناصب حتى وصل لرتبة عميد، وبعد تقاعده من الخدمة العسكرية تقلّد عدداً من المناصب منها: سكرتير عام المحكمة العليا للفنون والسكرتير العام لمؤتمر الوحدة الأفروآسيوية وذلك في عام 1959م، ثم عمل رئيساً لتحرير مجلة «آخر ساعة» في عام 1965م، وعضواً في نادي القصة، ورئيساً لتحرير مجلة «الرسالة الجديدة»، وفي عام 1966م انتخب سكرتيراً عاماً لمؤتمر شعوب آسيا وأفريقيا اللاتينية، وعُيّن عضواً متفرغاً بالمجلس الأعلى لرعاية الفنون والآداب بدرجة وزير، ورئيساً لمجلس إدارة دار الهلال في عام 1971م، ثم اختير للعمل وزيراً للثقافة في مارس 1973م في عهد الرئيس السادات، وأصبح عضواً في مجلس إدارة مؤسسة الأهرام عام 1976م، وفي عام 1977 اُنْتُخِب السباعي نقيب الصحافيين المصريين.
صدر للسباعي العديد من الأعمال الرائعة والتي زخرت بها المكتبات الأدبية، كما زخرت المكتبات السينمائية بقصصه المميزة التي ترجمت إلى أعمال فنية متميزة شارك فيها أشهر النجوم وألمعهم.
من الروايات نذكر: نائب عزرائيل، أرض النفاق، إني راحلة، فديتك يا ليل، البحث عن جسد، بين الأطلال، رد قلبي، طريق العودة، نادية، جفت الدموع، ليل له آخر، نحن لا نزرع الشوك، لست وحدك، ابتسامة على شفتيه، العمر لحظة، أطياف، اثنتا عشرة امرأة، خبايا الصدور، اثنتا عشر رجلاً، في موكب الهوى، من العالم المجهول، مبكي العشاق، شارع الحب، واذكريني. ومن المسرحيات قدم: أقوى من الزمن وأم رتيبة. ومن القصص نذكر: بين أبو الريش وجنينة ناميش، يا أمة ضحكت، الشيخ زعرب، وأخرى.

## النشأة
والده محمد السباعي الذي كان متعمقاً في الآداب العربية شعرها ونثرها ومتعمقاً في الفلسفات الأوروبية الحديثة، يساعده إتقانه للغة الإنجليزية. السباعي الأب ترجم كتاب (الأبطال وعبادة البطولة) لتوماس كارلايل. وكتب في مجلة (البيان) للشيخ عبد الرحمن البرقوقي.
كان «محمد السباعي» الكاتب والمترجم يرسل ابنه الصبي «يوسف» بأصول المقالات إلى المطابع ليتم جمعها أو صفها، ثم يذهب الصبي يوسف ليعود بها لتُصَحَّح وبعدها الطباعة لتصدر للناس. حفظ «يوسف» أشعار عمر الخيام التي ترجمها والده من الإنجليزية.
وفي أخريات حياته كتب قصة (الفيلسوف). ولكن الموت لم يمهله فتوفي وترك القصة لم تكتمل. وأكمل القصة «يوسف السباعي» وطبعت عام 1957 بتقديم للدكتور «طه حسين» وعاش في أجوائها «يوسف». القصة جرت في حي السيدة زينب، وأحداثها في العقود الأولى من القرن العشرين. وحسن أفندي مدرس اللغة الإنجليزية في مدرسة أهلية هو (الفيلسوف) وصور محمد السباعي أزمة حسن أفندي العاطفية تصويراً حياً.
كان «يوسف» أكبر إخوته -في الرابعة عشرة من عمره- عندما اختطف الموت أباه الذي امتلأت نفسه بحبه وفاخر أقرانه به وعاش على اسمه الذي ملأ الدنيا، ولم يصدق أن أباه قد مات، وتخيل أن والده غائب وسوف يعود إليه ليكمل الطريق معه، وظل عاماً كاملاً في حالة نفسية مضطربة يتوقع أن يعود أبوه بين لحظة وأخرى. ولهذا كان «يوسف» محباً للحياة يريد أن يعيش بسبب واحد هو ألا يقع ابنه «إسماعيل» في تجربة موت الوالد.

يوسف السباعي طالبًا في الكلية الحربية وفيها نقل تجربته في هذا الفصل

يوسف محمد محمد عبد الوهاب السباعي (القاهرة، 17 يونيه 1917 - قبرص، 18 فبراير 1978). في العاشر من يونيو/ حزيران عام 1917 وفي منطقة الدرب الأحمر بالقاهرة وُلد يوسف السباعي. وقد التحق بالكلية الحربية في نوفمبر/ تشرين الثاني عام 1935. وترقى إلى درجة الجاويش وهو في السنة الثالثة. وبعد تخرجه من الحربية عُيِّن في سلاح الصواري وأصبح قائداً لفرقة من فرق الفروسية. بدأ السباعي منذ منتصف الأربعينات في التركيز على الأدب، وليؤكد وجوده كقاص فقد نشر عدد من المجموعات القصصية وأعقبها بكتابة عدد من الروايات. كان السباعي في تلك الأثناء يجمع ما بين عالم الأدب والحياة العسكرية حيث كان له الفضل في إنشاء سلاح المدرعات. وقد بدأ السباعي مسيرته في العمل العام بإنشاء نادي القصة، ثم تولى مجلس إدارة ورئاسة تحرير عدد من المجلات والصحف منها: روز اليوسف، آخر ساعة، دار الهلال، والأهرام. وفي عام 1977 أصبح يوسف السباعي نقيباً للصحفيين. كما تولى السباعي وزارة الثقافة المصرية بعد أن اجتاز المرحلة الثانوية. وعلى الرغم من عشقه للأدب إلا أنه اختار دراسة بعيدة كل البعد عن ميوله الأدبية حيث التحق بالكلية الحربية وتخرج منها في عام 1937م. وبعد التخرج تدرج السباعي في العديد من الوظائف والمناصب، ولم تبعده هذه المناصب والأعمال التي كلف بها عن عشقه الأول للأدب حيث سار الاثنان جنباً إلى جنب في حياة السباعي.

## بداياته الأدبية
في مدرسة شبرا الثانوية كان يجيد الرسم، وبدأ يعد مجلة يكتبها ويرسمها، وتحولت المجلة إلى مجلة للمدرسة بعد أن أعجبت إدارة المدرسة بمجلة التلميذ يوسف محمد السباعي وأصبحت تصدر باسم (مجلة مدرسة شبرا الثانوية) ونشر بها أول قصة يكتبها بعنوان (فوق الأنواء) عام 1934م وكان عمره 17 عاماً، ولإعجابه بها أعاد نشرها فيما بعد في مجموعته القصصية (أطياف) 1946م.
وأما قصته الثانية بعنوان (تبت يدا أبي لهب وتب) نشرها له «أحمد الصاوي محمد» في المجلة التي كان يصدرها باسم (مجلتي) عام 1935م إلى جانب أسماء الدكتور طه حسين وغيره من الأسماء الكبيرة. وفي عام 1945م كانت تصدر في مصر كل يوم سبت مجلة (مسامرات الجيب) وصاحبها «عمر عبد العزيز أمين» صاحب (دار الجيب) التي كانت تصدر أيضاً روايات الجيب. ويرأس تحرير (مسامرات الجيب) الأستاذ «أبو الخير نجيب» الذي عُرف بمقالاته الساخنة. وكان يوسف السباعي ضابطاً صغيراً في الجيش يكتب قصة كل أسبوع. وكانت المجلة تنشر لوحة فنية كل أسبوع ويكتب لها يوسف السباعي قصة هذه اللوحة الرائعة التي كانت تدفعنا إلى الاحتفاظ بها. ومن الطريف أنني -وكنت وقت ذاك طالباً بالتوجيهية بأسيوط- كتبت للمجلة مقالاً بعنوان (مصطفى النحاس المفترى عليه) وأرسلته بالبريد وفوجئت بالمجلة تنشر المقال. ثم مضت السنوات وعملنا مع «عمر عبد العزيز أمين» عندما عملت منذ عام 1962م بالدار القومية للطباعة والنشر وكان هو مستشاراً لهذه الدار. أما أبو الخير نجيب فقد قابلته في يناير عام 1948م، وكان رئيساً لتحرير جريدة (النداء) التي أصدرها الأستاذ «يس سراج الدين» وكان مقرها أعلى عمارة في شارع قصر النيل. وبالمناسبة كنت متهماً في قضية المظاهرات بالجامعة وأودعونا سجن الأجانب -بجوار الهلال الأحمر بشارع رمسيس الآن، وكان هناك أحد المعتقلين العرب من المعتقلين وحملني رسالة على ورق (البافرة) لتسليمها لأبي الخير نجيب، كان ذلك ونحن نتخذ إجراءات الإفراج، وذهبت إليه واهتم بالرسالة الوافدة من السجن ونشرها وأحدثت ضجة في حينها. وعلى صفحات مسامرات الجيب قرأت ليوسف السباعي قصة (إني راحلة) في عام 1945م، وكتب فيما بعد يوسف السباعي أنه كان يمشي من مسكنه في روض الفرج إلى مقر مسامرات الجيب بشارع فاروق -الجيش فيما بعد- قرب العتبة على الأقدام. وأصدر (الرسالة الجدية) عن دار التحرير وعمل معه «أحمد حمروش» مديراً للتحرير وعمل معه محمد عبد الحليم عبد الله وفوزي العنتيل وعباس خضر، ثم ماتت الرسالة مثلما ماتت رسالة الزيات القديمة. حصل يوسف السباعي على دبلوم معهد الصحافة جامعة فؤاد الأول بالقاهرة. رأس مجلس إدارة مؤسسة (روز اليوسف) عام 1961م، ورأس تحرير مجلة آخر ساعة عام 1967م، ورأس مجلس إدارة دار الهلال عام 1971م، ورأس المجلس الأعلى لاتحاد الإذاعة والتليفزيون، وفي عام 1977 اختير نقيباً للصحفيين.

## المناصب العسكرية
تخرج السباعي في الكلية الحربية في سنة 1937م. منذ ذلك الحين تولّى العديد من المناصب منها التدريس في الكلية الحربية. في عام 1940م عمل بالتدريس في الكلية الحربية بسلاح الفرسان، وأصبح مدرساً للتاريخ العسكري بها عام 1943م، ثم اختير مديراً للمتحف الحربي عام 1949م، وتدرج في المناصب حتى وصل إلى رتبة عميد.

## المناصب الأدبية والصحفية
شغل يوسف السباعي منصب وزير الثقافة عام 1973م، ورئيس مؤسسة الأهرام، ونقيب الصحفيين. قدم 22 مجموعة قصصية وأصدر 16 رواية آخرها العمر لحظة عام 1972م. نال جائزة الدولة التقديرية عام 1973م وعددا كبيراً من الأوسمة. ورأس السباعي تحرير عدد من المجلات منها: الرسالة الجديدة، آخر ساعة، المصور، وصحيفة الأهرام. عيّنه الرئيس المصري السابق أنور السادات وزيراً للثقافة، وظل يشغل هذا المنصب حتى اغـتياله في قبرص في فبراير عام 1978م بسبب تأييده لمبادرة السادات بعقد سلام مع إسرائيل منذ سافر إلى القدس عام 1977م.

### الأمن الثقافي
أطلق «توفيق الحكيم» لقب «رائد الأمن الثقافي» على يوسف السباعي وذلك بسبب الدور الذي قام به في المجلس الأعلى لرعاية الفنون والآداب والعلوم الاجتماعية، ونادي القصة، وجمعية الأدباء. وهذه المجالس وغيرها لها قصة كتبناها من قبل أمانة للتاريخ الأدبي وغير الأدبي. كان صاحب اقتراح إنشاء المجلس هو «إحسان عبد القدوس» الذي طلب من «يوسف» أن يحصل على موافقة «جمال عبد الناصر» خشية اعتراض عبد الناصر إذا تقدم إحسان بالاقتراح وذلك بسبب بعض الحساسيات بينهما. وبالفعل وضع «يوسف السباعي» قصة اقتراح أمام عبد الناصر الذي وافق على أن يكون «السباعي» السكرتير العام ولا مانع أن يكون إحسان عضواً في مجلس الإدارة، وهذا ما حدث. صدر قرار جمهوري بإنشاء المجلس عام 1956م وأن يعين «توفيق الحكيم» عضواً متفرغاً للمجلس –بمثابة الرئيس– وأن يكون يوسف السباعي سكرتيراً عاماً –في يده كل الأمور. وتكرر الوضع نفسه عند إنشاء (نادي القصة). ورأس يوسف السباعي تحرير (الكتاب الذهبي) الذي ضُمّ فيما بعد إلى دار روز اليوسف. وقد سجل يوسف السباعي واقعة إنشاء نادي القصة. جاءه إحسان عبد القدوس وأبدى اقتراحاً بشأن تكوين ناد للقصة والقصاصين. وعند إنشاء (جمعية الأدباء) تولّى يوسف السباعي رئاستها.
أثناء مسئولياته المختلفة الثقافية والتنفيذية والأدبية والصحفية عمل على إنشاء عدد من المجلات مثل: الأدباء العرب والرسالة الجدية وزهور والثقافة والقصة ولوتس ومختارات القصة الآسيوية الإفريقية، ومختارات الشعر الآسيوي الإفريقي. وأصدر مجلة لكتاب آسيا وإفريقيا.

### التدرج الوظيفي
1. ضابط في سلاح الفرسان.
2. مدير المتحف الحربي عام 1952م.
3. سكرتير المجلس الأعلى لرعاية الفنون والآداب عام 1956م.
4. سكرتير منظمة تضامن الشعوب الإفريقية والآسيوية عام 1957م.
5. رئيس تحرير مجلة آخر ساعة عام 1967م.
6. رئيس مجلس إدارة دار الهلال عام 1971م.
7. رئيس مجلس إدارة ورئيس تحرير الأهرام عام 1976م.[3]

### إنجازاته الأخرى
1. أسهم في إنشاء نادي القصة وجمعية الأدباء ونادي القلم الدولي واتحاد الكتاب.
2. انتخب نقيباً للصحفيين عام 1977م.

## قالوا عنه
أطلق نجيب محفوظ على السباعي لقب «جبرتي العصر» لأنه سجل بكتاباته الأدبية أحداث الثورة منذ قيامها حتى بشائر النصر في حرب أكتوبر المجيدة عبر أعماله: رد قلبي، جفت الدموع، ليل له آخر، أقوى من الزمن، والعمر لحظة.
صدر ببيروت كتاب بعنوان «الفكر والفن في أدب يوسف السباعي» وهو مجموعة مقالات نقدية بأقلام أجيال مختلفة على رأسهم طه حسين، وقد أشرف الكاتب غالي شكري على تقديم هذا الكتاب وإعداده، وأعلن أن أدب يوسف السباعي في مجمله ظاهرة اجتماعية.
أما توفيق الحكيم فيصف أسلوب السباعي بأنه سهل عذب باسم ساخر، ويحدد محور كتبه بقوله أنه يتناول بالرمز والسخرية بعض عيوب المجتمع المصري. ويتفق فريد أبو حديد مع توفيق الحكيم فيعلن أن أسلوب السباعي سائغ عذب سهل سليم قوي متين.
ويعرض الدكتور محمد مندور لرواية «السقا مات» فيعلن أن يوسف السباعي أديب من أدباء الحياة بل من أدباء السوق التي تعج بالحياة والأحياء وتزدحم بالأشخاص والمهن.
وتعرض بنت الشاطئ لرواية «أرض النفاق» فتعترف إن كثرة أخطاء يوسف السباعي اللغوية صدمتها في أول الأمر فصرفتها عن قراءة مؤلفاته لكنها حين قرأت أرض النفاق اضطرت أن تغير رأيها.
كانت أعماله الأعلى توزيعاً، فضلاً عن تحويلها مباشرة إلى أفلام يصفها نقاد بأنها أكثر أهمية من الروايات نفسها. وقد فرضت أعمال نجيب محفوظ نفسها على النقاد بعد ذلك وتراجع الاهتمام بروايات السباعي الذي ظل في بؤرة الاهتمام الإعلامي والسينمائي وإن أخذ كثير من النقاد تجنب الإشارة إلى أعماله باعتبارها نهاية لمرحلة الرومانسية في الأدب وإنها تداعب احتياجات مرحلة عمرية لفئة من القراء صغار السن، إلا أن كاتباً مصرياً وصف أعمال السباعي بأنها «واقعية ورمزية». فقد قال مرسي سعد الدين في مقدمة كتاب «يوسف السباعي فارس الرومانسية» إنه لم يكن مجرد كاتب رومانسي بل كانت له رؤية سياسية واجتماعية في رصده لأحداث مصر.
وقالت لوتس عبد الكريم مؤلفة الكتاب الذي صدر مؤخراً بالقاهرة إن دوره في الثقافة المصرية لا يقل عن دوره ككاتب، وأشارت إلى وصف الناقد المصري الراحل الدكتور محمد مندور له بأنه «لا يقبع في برج عاجي بل ينزل إلى السوق ويضرب في الأزقة والدروب».
ويعد يوسف السباعي ظاهرة في الحياة الثقافية المصرية رغم تجنب النقاد التعرض لأعماله فيما عدا مؤرخي الأدب، ويكاد ذكره الآن يقتصر على أفلام أخذت عن أعماله ومن بينها إني راحلة ورد قلبي وبين الأطلال ونحن لا نزرع الشوك وأرض النفاق والسقا مات، كما أنتج التليفزيون المصري مسلسلاً عن حياته عنوانه فارس الرومانسية.

## فلسفته
كان يوسف مؤمناً بأن للأدب دورا كبيرا للتمهيد للسلام في مختلف العصور، ولم يكتب من خلال نظرية فنية أو سياسية. ولو خير من بين مناصبه التي تولاها وبين الإبداع الأدبي لأختار الكتابة كما فعل طوال حياته. جمع بين النشاط العسكري والنشاط الأدبي. وكان على حد تعبير الدكتور  محمد مندور «لم يقبع في برج عاجي وإنما نزل إلى السوق». لم تكن له (شلة) ثنائية أو ثلاثية كما كان عليه الحال على أيام والده، كانت هناك ثلاثية (محمد السباعي وعباس حافظ وحسين شفيق المصري). وهذه استمرت لأنها لم تتعرض لصراعات فيما بينهم، وثلاثية (عبد الرحمن شكري وإبراهيم عبد القادر المازني وعباس محمود العقاد)، وهذه تمزقت بفعل الخلافات، وثلاثية (طه حسين وأحمد ضيف وزكي مبارك) وهذه تمزقت وبقي منها طه حسين.
ومن الصعب أن نقول إن يوسف السباعي كانت له معارك. قال «يوسف إدريس» منافسه في انتخابات نقابة الصحفيين أن «يوسف» كان يلقاه مرحباً فاتحاً ذراعيه. المعارك فرضت عليه من مخالفيه السياسيين والمذهبيين؛ فقد قال عبد الرحمن الشرقاوي: فبعد هزيمة 5 يونيو عام 1967م في أحد اجتماعات اتحاد الكتاب العرب وقف مندوب أحد الوفود يطلب عزل يوسف السباعي، وعلى الفور أعلن يوسف استقالته وانسحب إلى حجرته، وجاء مندوبو الوفود جميعاً وفي مقدمتهم ممثل الحزب الشيوعي وقال إن هذا العضو الذي طالب بعزل يوسف السباعي مفصول من الحزب، وقد سلم وثائق الحزب للمخابرات المركزية الأمريكية، وعاد يوسف وعادت الوفود إلى الاجتماع لتطرد هذا العضو الذي أثار الزوبعة. وفي اجتماع الكتاب الآسيويين الإفريقيين في سبتمبر عام 1973م في (ألما آتا) في الاتحاد السوفيتي وحاولوا عزله فطرح الثقة بنفسه وفاز بأغلبية ساحقة.
لم يكن السباعي يفرض المعارك على الآخرين، كان يسبح في الحياة كما يسبح (سبع البحر) على حد تعبير  طاهر الطناحي  في عالم البحر الواسع المليء بالقصص والأساطير وعجائب الحيوان وصراع الطبيعة للإنسان.

## اغتياله
اغتيل في قبرص في صباح يوم 18 فبراير عام 1978م عن عمر ناهز الـ60 عاماً أثناء قراءته إحدى المجلات بعد حضوره مؤتمراً آسيوياً أفريقياً في أحد الفنادق هناك. قتله رجلان في عملية أثرت على العلاقات المصرية-القبرصية وأدت بمصر لقطع علاقاتها مع قبرص وذلك بعد قيام وحدة عسكرية مصرية خاصة بالهبوط في مطار لارنكا الدولي للقبض على القاتلين دون إعلام السلطات القبرصية، حيث احتجز القاتلان بعد اغتياله نحو ثلاثين من أعضاء الوفود المشاركين في مؤتمر التضامن كرهائن في كافيتريا الفندق مهددين باستخدام القنابل اليدوية في قتلهم ما لم تستجب السلطات القبرصية لطلبهما بنقلهما جواً إلى خارج البلاد، واستجابت السلطات القبرصية لطلب القاتلين وتقرر إقلاعهما على متن طائرة قبرصية من طراز (DC8) للسفر خارج قبرص من مطار لارنكا، ودارت معركة بين القوة الخاصة المصرية والجيش القبرصي، أدت إلى مقتل عدة أفراد من القوة المصرية وجرح العديد من الطرفين. واتهمت لاحقاً منظمة أبو نضال بالجريمة.

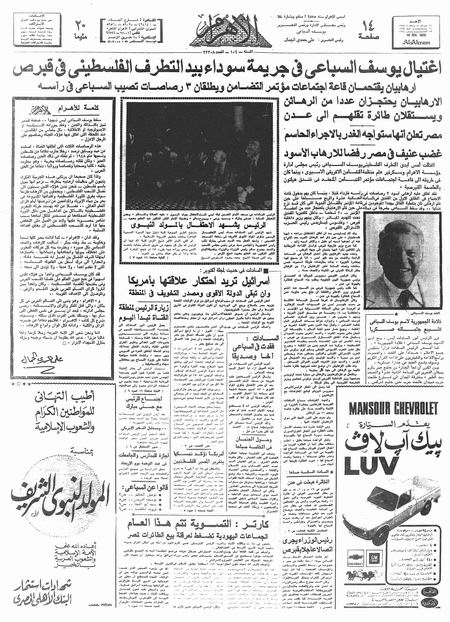
إغتيال يوسف السباعي

في يوم الجمعة السابع عشر من فبراير/ شباط 1978م وصل يوسف السباعي وزير الثقافة المصري إلى العاصمة القبرصية نيقوسيا على رأس الوفد المصري المشارك في مؤتمر التضامن الأفرو-آسيوي السادس وبصفته أمينا عاما لمنظمة التضامن الأفريقي الآسيوي. لكن السباعي لم يعلم ماذا تخبئ له الأقدار هناك.
سافر السادات إلى القدس في نوفمبر/ تشرين الثاني عام 1977م مما دعا العديد من الدول العربية إلى قطع علاقاتها مع مصر. رافق السباعي الرئيس السادات في رحلته بصفته رئيساً لتحرير جريدة الأهرام. وبعد نحو ثلاثة أشهر سافر السباعي إلى قبرص رغم كل التحذيرات ليقوم اثنان من المتطرفين العرب باغتياله.
محمد صبيح –الأمين العام المساعد لجامعة الدول العربية: طلبنا -وكنت أنا من المصرّين- أن يكون هذا الاجتماع إما في موسكو أو في برلين، لأن هناك تتوفر الحماية. فحاولنا بكل السبل أن لا نذهب إلى قبرص، ولكن السباعي قال أنا لا أريد أن يقولوا إن يوسف السباعي جبن ولا يريد أن يحضر.
حسن شاش –سفير مصر الأسبق بقبرص: أنا دهشت جداً لأن قبرص في هذا الوقت كانت جزيرة مخترقة من جميع أجهزة المخابرات مثل الموساد والمخابرات الإنجليزية. وكان يوسف السباعي قد زار إسرائيل مع الرئيس السادات.
تلقى المصريون نبأ اغتيال السباعي بصدمة بالغة، وثارت الأسئلة المبكرة عن هوية مرتكب الجريمة، وشرعت التكهنات تشير إلى تورط السلطات القبرصية وتواطئها من أجل أن ينجح المتطرفان في تنفيذ جريمتهما، وخاصة في ظل غياب الأمن اللازم لحماية المؤتمر. ادعى قاتلا السباعي أنهما قد قتلاه لأنه ذهب إلى القدس برفقة الرئيس السادات، ولأنه بحسب رأيهما كانت له مواقف معادية للقضية الفلسطينية. تناقضت الأنباء إذ أُعلن في البداية أن القاتلين فلسطينيان، واتضح فيما بعد أن أحدهما فلسطيني والآخر عراقي، وما لبثت منظمة التحرير الفلسطينية أن نفت علاقاتها بالحادث، بينما أصرت الصحافة المصرية على اتهام المنظمة بتدبير الحادث.
عبد القادر ياسين –كاتب ومؤرخ في الشؤون الفلسطينية: تابعنا الأنباء. اتضح أن هناك مؤتمراً لصالح فلسطين يعقد في دولة صديقة لفلسطين وهي قبرص، تنظمه منظمة صديقة لفلسطين هي منظمة التضامن الآفرو-آسيوي، يرأسها رجل صديق لفلسطين هو يوسف السباعي. وما كان لفلسطينيين أن يقتلوا هذا الرجل ووراءه كل هذا السجل الحافل.
بعد اغتيال السباعي أخذ القاتلان نحو ثلاثين من أعضاء الوفود المشاركين في مؤتمر التضامن كرهائن واحتجزوهم في كافيتريا الفندق مهددين باستخدام القنابل اليدوية في قتل الرهائن ما لم تستجب السلطات القبرصية لطلبهما بنقلهما جواً إلى خارج البلاد. استجابت السلطات القبرصية لطلب القاتلين وتقرر إقلاعهما على طائرة قبرصية من طراز (DC8) وذلك من مطار لارنكا. أطلق القاتلان سراح معظم الرهائن بينما واصلوا احتجاز إحدى عشر رهينة من بينهم أربعة رهائن مصريون ثم أقلعت بهم الطائرة من قبرص، لكن عدة دول رفضت أن تهبط بها طائرة الرهائن من بينها ليبيا وسوريا واليمن الجنوبية. وبعد هبوط اضطراري في جيبوتي تقرر عودة الطائرة إلى مطار لارنكا.
في يوم التاسع عشر من فبراير/ شباط عام 1978م أقيمت المراسم الجنائزية لدفن يوسف السباعي ولم يحضر الرئيس السادات الجنازة، لكنه أناب عنه نائب رئيس الجمهورية محمد حسني مبارك ووزير الدفاع محمد عبد الغني الجمسي.

## أعماله
- نائب عزرائيل - رواية - 1947م.
- يا أمة ضحكت - قصص - 1948م.
- أرض النفاق - رواية - 1949م.
- إني راحلة - رواية - 1950م.
- أم رتيبة - مسرحية - 1951م.
- السقا مات - رواية - 1952م.
- بين أبو الريش وجنينة ناميش - قصص - 1950م.
- الشيخ زعرب وآخرون - قصص - 1952م.
- فديتك يا ليل - رواية - 1953م.
- البحث عن جسد - 1953م.
- بين الأطلال - رواية.
- رد قلبي - رواية - 1954م.
- طريق العودة - رواية - 1956م.
- نادية - رواية - 1960م.
- جفت الدموع - رواية - 1962م.
- ليل له آخر - رواية - 1963م.
- أقوى من الزمن - مسرحية - 1965م.
- نحن لا نزرع الشوك - رواية - 1969م.
- لست وحدك - رواية - 1970م.
- ابتسامة على شفتيه - رواية - 1971م.
- العمر لحظة - رواية - 1973م.
- أطياف - 1947م.
- أثنتا عشرة امرأة - 1948م.
- خبايا الصدور - 1948م.
- اثنا عشر رجلاً - 1949م.
- في موكب الهوى - 1949م.
- من العالم المجهول - 1949م.
- هذه النفوس - 1950م.
- مبكى العشاق - 1950م.
- هذا هو الحب -1951م.[3]

## تكريمه
حصل السباعي على عدد من التكريمات والجوائز منها: جائزة الدولة التقديرية في الآداب، وسام الاستحقاق الإيطالي من طبقة فارس، جائزة لينين للسلام في عام 1970، وسام الجمهورية من الطبقة الأولى من جمهورية مصر العربية. وفي عام 1976م فاز بجائزة وزارة الثقافة والإرشاد القومي عن أحسن قصة لفيلمي «رد قلبي» و«جميلة الجزائرية» وأحسن حوار لفيلم رد قلبي وأحسن سيناريو لفيلم «الليلة الأخيرة».